# Фрагмент Кленова

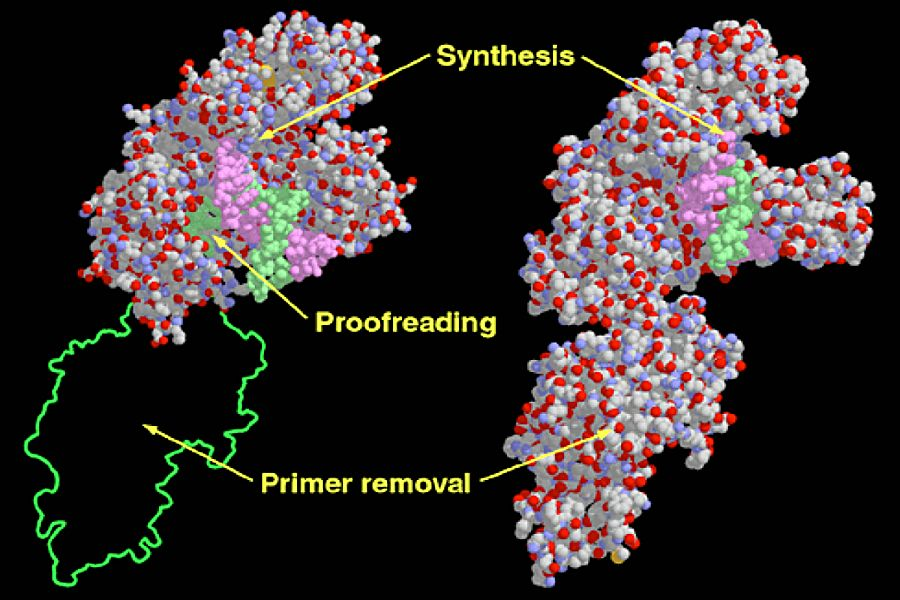
Функціональні домени фрагмента Кленова (зліва) та ДНК-полімерази I (зправа).

Фрагмент Кленова – білок, штучний ензим, який був отриманий контрольованим протеолітичним розщепленням ДНК-полімерази I, виділеної з E. coli за допомогою протеази субтілізину.  Вперше отриманий в 1970 році, фрагмент Кленова зберігає 5' → 3'-полімеразну та 3’ → 5’-екзонуклеазну вихідної полімерази, тоді як 5' → 3'-екзонуклеазна активність відсутня.

## Застосування
Оскільки 5' → 3'-екзонуклеазна активність ДНК-полімерази I з E. coli робить її малопридатною для багатьох застосувань, фрагмент Кленова, позбавлений цього недоліку, знайшов широке коло застосувань в молекулярній біології, а саме:
- синтез дволанцюгової ДНК у пробірці із використанням одноланцюгової ДНК як матриці
- Нарощення 3'-вкорочених кінців, щоб затупити липкі кінці з 5'-виступаючим фрагментом
- Видалення 3'-виступаючих кінців
- Приготування радіоактивних ДНК-зондів

Фрагмент Кленова використовувався також в найпершому оригінальному варіанті полімеразної ланцюгової реакції (ПЛР), допоки не був замінений термостабільними аналогами, такими як Taq-полімераза.

## exo- фрагмент Кленова
Якщо 3' → 5'-екзонуклеазна активність фрагмента Кленова є небажаною, її можна позбутись точковим мутагенезом. Ензим, що утворюється в результаті, має лише 5' → 3'-полімеразну активність, без будь-якої екзонуклеазної (5' → 3' і 3' → 5'). Він отримав назву exo- фрагмент Кленова.
exo- фрагмент Кленова використовується в деяких реакціях флуоресцентного мічення для ДНК-мікромасивів.